# Tjörn
Tjörn is een Zweedse gemeente in de provincie Västra Götalands län. Ze heeft een totale oppervlakte van 853,7 km² en telde 15.019 inwoners in 2004.

## Plaatsen
- Aröd
- Åstol
- Balkeröd
- Berga
- Bleket
- Bö i Klövedal
- Fagerfjäll
- Furusäter
- Gullfjäll, Långekärr en Sunna
- Gunneby
- Höviksnäs
- Kållekärr
- Myggenäs
- Klädesholmen
- Rönnäng
- Skärhamn
- Stora Dyrön